# Dave Smith (canoë-kayak)
Pour les articles homonymes, voir Dave Smith et Smith.
Dave Smith, né le 13 février 1987 à Shellharbour, est un kayakiste australien.
Aux Jeux olympiques d'été de 2012 à Londres, il a été sacré champion olympique de kayak à quatre 1 000 m avec Tate Smith, Jacob Clear et Murray Stewart.